# Accord de libre-échange entre la Turquie et l'AELE
L'accord de libre-échange entre la Turquie et l'AELE est un accord de libre-échange signé le 10 décembre 1991 et entré en application le 1er avril 1992. L'accord comprend une baisse des droits de douane sur les produits industriels, sur les produits de la mer et sur certains produits agricoles. Les denrées agricoles font l'objet plus globalement d'accord séparés avec les membres de l'AELE. L'accord comprend des volets sur les marchés publics, les entreprises publiques, etc.
En 2014, des négociations ont commencé pour amender l'accord.